# Crotalaria ubonensis
Crotalaria ubonensis är en ärtväxtart som beskrevs av Phon. Crotalaria ubonensis ingår i släktet sunnhampor, och familjen ärtväxter. Inga underarter finns listade i Catalogue of Life.